# Fregetta tropica
Fregetta tropica là một loài chim trong họ Hydrobatidae.